# Монголия на Играх доброй воли
Монголия принимала участие в летних Играх доброй воли, начиная с Игр 1986 года.
На всех Играх спортивные делегации Монголии завоевали всего 6 медалей, из них ни одной золотой.

## Медальный зачёт

### Медали на летних Играх
| Игры          | Золото         | Серебро        | Бронза         | Всего          | Место          |
| Москва 1986   | 0              | 1              | 5              | 6              | 17             |
| 1990          | не участвовали | не участвовали | не участвовали | не участвовали | не участвовали |
| 1994          | не участвовали | не участвовали | не участвовали | не участвовали | не участвовали |
| Нью-Йорк 1998 | 0              | 0              | 0              | 0              | —              |
| 2001          | не участвовали | не участвовали | не участвовали | не участвовали | не участвовали |
| Всего         | 0              | 1              | 5              | 6              |                |